# Лимозано
Лимозано (итал. Limosano) —  коммуна в Италии, располагается в регионе Молизе, в провинции Кампобассо.
Население составляет 926 человек (2008 г.), плотность населения составляет 33 чел./км². Занимает площадь 28 км². Почтовый индекс — 86022. Телефонный код — 0874.
Покровителем населённого пункта считается святой San Ludovico.

## Демография
Динамика населения:

## Администрация коммуны
- Официальный сайт: